# فهرست رئیسان کشور ایران
این فهرست شامل سران کشور ایران از زمان بنیان‌گذاری دولت ملی مستقل ایران در سال ۱۵۰۱ میلادی است.

## فهرست
| ایران (۱۵۰۱–۱۷۳۶)                                                              | ایران (۱۵۰۱–۱۷۳۶) | ایران (۱۵۰۱–۱۷۳۶) | ایران (۱۵۰۱–۱۷۳۶) | ایران (۱۵۰۱–۱۷۳۶) | ایران (۱۵۰۱–۱۷۳۶) | ایران (۱۵۰۱–۱۷۳۶) | ایران (۱۵۰۱–۱۷۳۶) |
| ر                                                                              | ر                 | نام               | نام | تولد–مرگ          | آغاز حکومت        | پایان حکومت       | دودمان            |
| ------------------------------------------------------------------------------ | ----------------- | ----------------- | --- | ----------------- | ----------------- | ----------------- | ----------------- |
| شاه                                                                            |                   |                   | |                   |                   |                   |                   |
| ۱                                                                              | ۱                 | شاه اسماعیل یکم   | | ۱۴۸۷–۱۵۲۴         | ۲۲ دسامبر ۱۵۰۱    | ۲۳ مه ۱۵۲۴        | صفوی              |
| ۱                                                                              | ۱                 | شاه اسماعیل یکم   | تاج‌گذاری: ۲۲ دسامبر ۱۵۰۱ در تبریز.                                                                                      | ۱۴۸۷–۱۵۲۴         |                   |                   |                   |
| ۲                                                                              | ۲                 | شاه تهماسب یکم    | | ۱۵۱۴–۱۵۷۶         | ۲۳ مه ۱۵۲۴        | ۱۴ مه ۱۵۷۶        | صفوی              |
| ۲                                                                              | ۲                 | شاه تهماسب یکم    | نیابت سلطنت با عنوان وکیل: - حسین‌خان شاملو: ۱۵۳۳ – ۱۵۳۰/۳۱.                                                             | ۱۵۱۴–۱۵۷۶         |                   |                   |                   |
| –                                                                              | –                 | شاه حیدر          | | ۱۵۵۶–۱۵۷۶         | ۱۵ مه ۱۵۷۶        | ۱۵ مه ۱۵۷۶        | صفوی              |
| –                                                                              | –                 | شاه حیدر          | تاج‌گذاری: ۱۵ مه ۱۷۵۶ در قزوین.ر.ک. درگیری‌های جانشینی شاه تهماسب یکم.                                                    | ۱۵۵۶–۱۵۷۶         |                   |                   |                   |
| ۳                                                                              | ۳                 | شاه اسماعیل دوم   | | ۱۵۳۷–۱۵۷۷         | ۲۲ اوت ۱۵۷۶       | ۲۵ نوامبر ۱۵۷۷    | صفوی              |
| ۳                                                                              | ۳                 | شاه اسماعیل دوم   | . | ۱۵۳۷–۱۵۷۷         |                   |                   |                   |
| ۴                                                                              | ۴                 | شاه محمد خدابنده  | | ۱۵۳۲–۱۵۹۵/۹۶      | ۱۱ فوریه ۱۵۷۸     | ۹ سپتامبر ۱۵۸۸    | صفوی              |
| ۴                                                                              | ۴                 | شاه محمد خدابنده  | . | ۱۵۳۲–۱۵۹۵/۹۶      |                   |                   |                   |
| ۵                                                                              | ۵                 | شاه عباس یکم      | | ۱۵۷۱–۱۶۲۹         | ۹ سپتامبر ۱۵۸۸    | ۱۹ ژانویه ۱۶۲۹    | صفوی              |
| ۵                                                                              | ۵                 | شاه عباس یکم      | تاج‌گذاری: ۱ اکتبر ۱۵۸۸.                                                                                                 | ۱۵۷۱–۱۶۲۹         |                   |                   |                   |
| ۶                                                                              | ۶                 | شاه صفی یکم       | | ۱۶۱۱–۱۶۴۲         | ۱۹ ژانویه ۱۶۲۹    | ۱۲ مه ۱۶۴۲        | صفوی              |
| ۶                                                                              | ۶                 | شاه صفی یکم       | تاج‌گذاری: ۲۹ ژانویه ۱۶۲۹ در اصفهان.                                                                                     | ۱۶۱۱–۱۶۴۲         |                   |                   |                   |
| ۷                                                                              | ۷                 | شاه عباس دوم      | | ۱۶۳۲–۱۶۶۶         | ۱۲ مه ۱۶۴۲        | ۲۵ سپتامبر ۱۶۶۶   | صفوی              |
| ۷                                                                              | ۷                 | شاه عباس دوم      | تاج‌گذاری: ۱۶ مه ۱۶۴۲ در کاشان.                                                                                          | ۱۶۳۲–۱۶۶۶         |                   |                   |                   |
| ۸                                                                              | ۸                 | شاه سلیمان یکم    | | ۱۶۴۸–۱۶۹۴         | ۱ اکتبر ۱۶۶۶      | ۲۹ ژوئیه ۱۶۹۴     | صفوی              |
| ۸                                                                              | ۸                 | شاه سلیمان یکم    | تاج‌گذاری اول با نام شاه صفی دوم: ۱ اکتبر ۱۶۶۶ در اصفهان.تاج‌گذاری دوم با نام شاه سلیمان: ۲۰ مارس ۱۶۶۸ در اصفهان          | ۱۶۴۸–۱۶۹۴         |                   |                   |                   |
| ۹                                                                              | ۹                 | شاه سلطان‌حسین     | | ۱۶۶۸–۱۷۲۶         | ۷ اوت ۱۶۹۴        | ۲۳ اکتبر ۱۷۲۲     | صفوی              |
| ۹                                                                              | ۹                 | شاه سلطان‌حسین     | . | ۱۶۶۸–۱۷۲۶         |                   |                   |                   |
| –                                                                              | –                 | محمودشاه          | | ۱۶۹۹–۱۷۲۵         | ۲۳ اکتبر ۱۷۲۲     | ۲۲ آوریل ۱۷۲۵     | هوتکی             |
| –                                                                              | –                 | محمودشاه          | . | ۱۶۹۹–۱۷۲۵         |                   |                   |                   |
| ۱۰                                                                             | ۱۰                | شاه تهماسب دوم    | | ۱۷۰۴–۱۷۴۰         | ۱۰ نوامبر ۱۷۲۲    | ۲ سپتامبر ۱۷۳۲    | صفوی              |
| ۱۰                                                                             | ۱۰                | شاه تهماسب دوم    | حکومت در تبعید: ۱۰ نوامبر ۱۷۲۲ – ۱۶ نوامبر ۱۷۲۹ (تاج‌گذاری: ۱۰ نوامبر ۱۷۲۲ در قزوین)تاج‌گذاری رسمی: ۹ دسامبر ۱۷۲۹.        | ۱۷۰۴–۱۷۴۰         |                   |                   |                   |
| –                                                                              | –                 | اشرف‌شاه           | | ۱۷۰۰–۱۷۳۰         | ۲۲ آوریل ۱۷۲۵     | ۱۳ نوامبر ۱۷۲۹    | هوتکی             |
| –                                                                              | –                 | اشرف‌شاه           | تاج‌گذاری: ۲۶ آوریل ۱۷۲۵ در اصفهان.                                                                                      | ۱۷۰۰–۱۷۳۰         |                   |                   |                   |
| –                                                                              | –                 | شاه احمد          | | ؟–۱۷۲۸            | ۸ نوامبر ۱۷۲۶     | ژوئیه ۱۷۲۸        | مرعشی–صفوی        |
| –                                                                              | –                 | شاه احمد          | تاج‌گذاری: ۸ نوامبر ۱۷۲۶ در کرمان.                                                                                       | ؟–۱۷۲۸            |                   |                   |                   |
| ۱۱                                                                             | ۱۱                | شاه عباس سوم      | | ۱۷۳۲–۱۷۴۰         | ۲ سپتامبر ۱۷۳۲    | ۸ مارس ۱۷۳۶       | صفوی              |
| ۱۱                                                                             | ۱۱                | شاه عباس سوم      | تاج‌گذاری: ۷ سپتامبر ۱۷۳۲نایب‌السلطنه: - نادرخان افشار: ۲ سپتامبر ۱۷۳۲ – ۸ مارس ۱۷۳۶.                                     | ۱۷۳۲–۱۷۴۰         |                   |                   |                   |
| ایران (۱۷۳۶–۱۷۹۶)                                                              |                   |                   | |                   |                   |                   |                   |
| ۱۲                                                                             | ۱۲                | نادرشاه           | | ۱۶۸۸–۱۷۴۷         | ۸ مارس ۱۷۳۶       | ۲۰ ژوئن ۱۷۴۷      | افشار             |
| ۱۲                                                                             | ۱۲                | نادرشاه           | تاج‌گذاری: ۸ مارس ۱۷۳۶ در شورای کبیر مغان.                                                                               | ۱۶۸۸–۱۷۴۷         |                   |                   |                   |
| ۱۳                                                                             | ۱۳                | عادل‌شاه           | | ۱۷۱۹–۱۷۴۹         | ۶ ژوئیه ۱۷۴۷      | ژوئن ۱۷۴۸         | افشار             |
| ۱۳                                                                             | ۱۳                | عادل‌شاه           | . | ۱۷۱۹–۱۷۴۹         |                   |                   |                   |
| ۱۴                                                                             | ۱۴                | ابراهیم‌شاه        | | ۱۷۲۴–۱۷۴۹         | ژوئن ۱۷۴۸         | مه ۱۷۴۹           | افشار             |
| ۱۴                                                                             | ۱۴                | ابراهیم‌شاه        | تاج‌گذاری: ۸ دسامبر ۱۷۴۸ در تبریز.                                                                                       | ۱۷۲۴–۱۷۴۹         |                   |                   |                   |
| ۱۵                                                                             | ۱۵                | شاهرخ‌شاه          | | ۱۷۳۴–۱۷۹۶         | ۳۰ سپتامبر ۱۷۴۸   | ۱۷ دسامبر ۱۷۴۹    | افشار             |
| ۱۵                                                                             | ۱۵                | شاهرخ‌شاه          | تاج‌گذاری: ۱ اکتبر ۱۷۴۸ در مشهد توسط خونتای نظامی.                                                                       | ۱۷۳۴–۱۷۹۶         |                   |                   |                   |
| ۱۶                                                                             | ۱۶                | شاه سلیمان دوم    | | ۱۷۱۴–۱۷۶۳         | ۱۷ دسامبر ۱۷۴۹    | ۲۰ مارس ۱۷۵۰      | مرعشی–صفوی        |
| ۱۶                                                                             | ۱۶                | شاه سلیمان دوم    | تاج‌گذاری: ۱۴ ژانویه ۱۷۵۰ در مشهد.                                                                                       | ۱۷۱۴–۱۷۶۳         |                   |                   |                   |
| (۱۵)                                                                           | (۱۵)              | شاهرخ‌شاه          | | ۱۷۳۴–۱۷۹۶         | ۲۰ مارس ۱۷۵۰      | ۱۴ مه ۱۷۹۶        | افشار             |
| (۱۵)                                                                           | (۱۵)              | شاهرخ‌شاه          | . | ۱۷۳۴–۱۷۹۶         |                   |                   |                   |
| ۱۷                                                                             | ۱۷                | شاه اسماعیل سوم   | | ۱۷۳۳–۱۷۷۳         | ۲۹ ژوئن ۱۷۵۰      | ۱۷۷۳              | مرعشی–صفوی        |
| ۱۷                                                                             | ۱۷                | شاه اسماعیل سوم   | تاج‌گذاری: ۲۹ ژوئن ۱۷۵۰ در اصفهان.نیابت سلطنت با عنوان وکیل‌الدوله: - کریم‌خان زند: مارس ۱۷۵۹ – ۱۷۷۳.                      | ۱۷۳۳–۱۷۷۳         |                   |                   |                   |
| وکیل                                                                           |                   |                   | |                   |                   |                   |                   |
| –                                                                              | –                 | کریم‌خان           | | ۱۷۰۵–۱۷۷۹         | ۱۷۷۳              | ۲ مارس ۱۷۷۹       | زند               |
| –                                                                              | –                 | کریم‌خان           | . | ۱۷۰۵–۱۷۷۹         |                   |                   |                   |
| –                                                                              | –                 | ابوالفتح‌خان       | | ۱۷۵۶–۱۷۸۷         | ۷ مارس ۱۷۷۹       | مه/ژوئن ۱۷۷۹      | زند               |
| –                                                                              | –                 | ابوالفتح‌خان       | حاکم مشترک با برادر کوچک‌ترش محمدعلی خان از مارس تا اوایل ژوئن ۱۷۷۹.                                                     | ۱۷۵۶–۱۷۸۷         |                   |                   |                   |
| –                                                                              | –                 | محمدعلی‌خان        | | ۱۷۶۰–۱۷۷۹         | مارس ۱۷۷۹         | ۱۹ ژوئن ۱۷۷۹      | زند               |
| –                                                                              | –                 | محمدعلی‌خان        | حاکم مشترک با برادر بزرگ‌ترش ابوالفتح خان از مارس تا اوایل ژوئن ۱۷۷۹.                                                    | ۱۷۶۰–۱۷۷۹         |                   |                   |                   |
| (–)                                                                            | (–)               | ابوالفتح‌خان       | | ۱۷۵۶–۱۷۸۷         | ۱۹ ژوئن ۱۷۷۹      | ۲۲ اوت ۱۷۷۹       | زند               |
| (–)                                                                            | (–)               | ابوالفتح‌خان       | . | ۱۷۵۶–۱۷۸۷         |                   |                   |                   |
| –                                                                              | –                 | صادق‌خان           | | ?–۱۷۸۱            | ۲۲ اوت ۱۷۷۹       | ۳ مارس ۱۷۸۱       | زند               |
| –                                                                              | –                 | صادق‌خان           | . | ?–۱۷۸۱            |                   |                   |                   |
| –                                                                              | –                 | علیمرادخان        | | ۱۷۴۰ –۱۷۸۵        | ۳ مارس ۱۷۸۱       | ۱۱ فوریه ۱۷۸۵     | زند               |
| –                                                                              | –                 | علیمرادخان        | . | ۱۷۴۰ –۱۷۸۵        |                   |                   |                   |
| –                                                                              | –                 | باقرشاه           | | ?–۱۷۸۶            | ۱۲ فوریه ۱۷۸۵     | ۱۷ فوریه ۱۷۸۵     | ؟                 |
| –                                                                              | –                 | باقرشاه           | تاج‌گذاری: ۱۲ فوریه ۱۷۸۵ در تالار طویلهٔ اصفهان.                                                                          | ?–۱۷۸۶            |                   |                   |                   |
| –                                                                              | –                 | جعفرخان           | | ۱۷۶۶–۱۷۹۴         | ۱۸ فوریه ۱۷۸۵     | ۲۲ ژانویه ۱۷۸۹    | زند               |
| –                                                                              | –                 | جعفرخان           | . | ۱۷۶۶–۱۷۹۴         |                   |                   |                   |
| –                                                                              | –                 | صیدمرادخان        | | ۱۷۶۶–۱۷۹۴         | ۲۲ ژانویه ۱۷۸۹    | ۹ مه ۱۷۸۹         | زند               |
| –                                                                              | –                 | صیدمرادخان        | . | ۱۷۶۶–۱۷۹۴         |                   |                   |                   |
| –                                                                              | –                 | لطفعلی‌خان         | | ۱۷۶۶–۱۷۹۴         | ۹ مه ۱۷۸۹         | ۲۶ اکتبر ۱۷۹۴     | زند               |
| –                                                                              | –                 | لطفعلی‌خان         | تاج‌گذاری: ۱۷۹۴ در کرمان.                                                                                                | ۱۷۶۶–۱۷۹۴         |                   |                   |                   |
| ممالک محروسه ایران (۱۷۹۶–۱۹۲۵)                                                 |                   |                   | |                   |                   |                   |                   |
| شاه                                                                            |                   |                   | |                   |                   |                   |                   |
| ۱۸                                                                             | ۱۸                | آقامحمدشاه        | | ۱۷۴۲–۱۷۹۷         | ۲۱ مارس ۱۷۹۶      | ۱۸ ژوئن ۱۷۹۷      | قاجار             |
| ۱۸                                                                             | ۱۸                | آقامحمدشاه        | تاج‌گذاری: آوریل ۱۷۹۶ در تهران.                                                                                          | ۱۷۴۲–۱۷۹۷         |                   |                   |                   |
| ۱۹                                                                             | ۱۹                | فتحعلی‌شاه         | | ۱۷۷۲–۱۸۳۴         | ۱۸ ژوئن ۱۷۹۷      | ۲۳ اکتبر ۱۸۳۴     | قاجار             |
| ۱۹                                                                             | ۱۹                | فتحعلی‌شاه         | تاج‌گذاری: ۱۹ مارس ۱۷۹۸ در تهران.                                                                                        | ۱۷۷۲–۱۸۳۴         |                   |                   |                   |
| –                                                                              | –                 | علی‌شاه            | | ۱۷۹۶–۱۸۵۴         | ۱۸ نوامبر ۱۸۳۴    | ۱۶ دسامبر ۱۸۴۸    | قاجار             |
| –                                                                              | –                 | علی‌شاه            | تاج‌گذاری: ۵ دسامبر ۱۸۳۴ در شیراز.ر.ک. بحران جانشینی فتحعلی‌شاه.                                                          | ۱۷۹۶–۱۸۵۴         |                   |                   |                   |
| ۲۰                                                                             | ۲۰                | محمدشاه           | | ۱۸۰۸–۱۸۴۸         | ۲۳ اکتبر ۱۸۳۴     | ۵ سپتامبر ۱۸۴۸    | قاجار             |
| ۲۰                                                                             | ۲۰                | محمدشاه           | تاج‌گذاری اول: ۹ نوامبر ۱۸۳۴ در تبریزتاج‌گذاری دوم: ۲۴ دسامبر ۱۸۴۸ در تهران.                                              | ۱۸۰۸–۱۸۴۸         |                   |                   |                   |
| ۲۱                                                                             | ۲۱                | ناصرالدین‌شاه      | | ۱۸۳۱–۱۸۹۶         | ۵ سپتامبر ۱۸۴۸    | ۱ مه ۱۸۹۶         | قاجار             |
| ۲۱                                                                             | ۲۱                | ناصرالدین‌شاه      | تاج‌گذاری اول: ۱۳ سپتامبر ۱۸۴۸ در تبریزتاج‌گذاری دوم: ۲۰ اکتبر ۱۸۴۸ در تهران.                                             | ۱۸۳۱–۱۸۹۶         |                   |                   |                   |
| ۲۲                                                                             | ۲۲                | مظفرالدین‌شاه      | | ۱۸۵۳–۱۹۰۷         | ۱ مه ۱۸۹۶         | ۶ اوت ۱۹۰۶        | قاجار             |
| ۲۲                                                                             | ۲۲                | مظفرالدین‌شاه      | تاج‌گذاری: اوت ۱۸۹۶ در تهران.                                                                                            | ۱۸۵۳–۱۹۰۷         |                   |                   |                   |
| ۲۳                                                                             | ۲۳                | محمدعلی‌شاه        | | ۱۸۷۲–۱۹۲۵         | ۸ ژانویه ۱۹۰۷     | ۱۶ ژوئیه ۱۹۰۹     | قاجار             |
| ۲۳                                                                             | ۲۳                | محمدعلی‌شاه        | تاج‌گذاری: ۱۹ ژانویه ۱۹۰۷                                                                                                | ۱۸۷۲–۱۹۲۵         |                   |                   |                   |
| ۲۴                                                                             | ۲۴                | احمدشاه           | | ۱۸۹۸–۱۹۳۰         | ۱۶ ژوئیه ۱۹۰۹     | ۳۱ اکتبر ۱۹۲۵     | قاجار             |
| ۲۴                                                                             | ۲۴                | احمدشاه           | تاج‌گذاری: ۲۱ ژوئیه ۱۹۱۴حکومت در تبعید: از ۲ دسامبر ۱۹۲۳.نایب‌السلطنه: - محمدحسن میرزا: ۲۴ مارس ۱۹۲۴ – ۳۱ اکتبر ۱۹۲۵.     | ۱۸۹۸–۱۹۳۰         |                   |                   |                   |
| ر                                                                              | ر                 | نام               | نام | تولد–مرگ          | آغاز تصدی         | پایان تصدی        | وابستگی           |
| رئیس کشور                                                                      |                   |                   | |                   |                   |                   |                   |
|                                                                                | –                 | رضاخان پهلوی      | | ۱۸۷۸–۱۹۴۴         | ۳۱ اکتبر ۱۹۲۵     | ۱۲ دسامبر ۱۹۲۵    | نیروی نظامی       |
| ریاست حکومت موقت از سوی مجلس مؤسسان در ۳۱ اکتبر ۱۹۲۵ به رضاخان پهلوی اعطاء شد. | –                 | رضاخان پهلوی      | | ۱۸۷۸–۱۹۴۴         |                   |                   |                   |
| کشور شاهنشاهی ایران (۱۹۲۵–۱۹۷۹)                                                |                   |                   | |                   |                   |                   |                   |
| ر                                                                              | ر                 | نام               | نام | تولد–مرگ          | آغاز حکومت        | پایان حکومت       | دودمان            |
| شاه                                                                            |                   |                   | |                   |                   |                   |                   |
| ۲۵                                                                             | ۲۵                | رضاشاه            | | ۱۸۷۸–۱۹۴۴         | ۱۲ دسامبر ۱۹۲۵    | ۱۶ سپتامبر ۱۹۴۱   | پهلوی             |
| ۲۵                                                                             | ۲۵                | رضاشاه            | پادشاهی رضاخان پهلوی از سوی مجلس مؤسسان در ۱۲ دسامبر ۱۹۲۵ اعطاء شد.ادای سوگند: ۱۵ دسامبر ۱۹۲۵تاج‌گذاری: ۲۵ آوریل ۱۹۲۶.   | ۱۸۷۸–۱۹۴۴         |                   |                   |                   |
| ۲۶                                                                             | ۲۶                | محمدرضاشاه        | | ۱۹۱۹–۱۹۸۰         | ۱۶ سپتامبر ۱۹۴۱   | ۱۱ فوریه ۱۹۷۹     | پهلوی             |
| ۲۶                                                                             | ۲۶                | محمدرضاشاه        | حکومت در تبعید: - از ۱۶ ژانویه ۱۹۷۹ (مصر؛ از ۲۲ ژانویه در مراکش). رئیس شورای سلطنت: سید جلال‌الدین تهرانی: ۱۶–۲۱ ژانویه. | ۱۹۱۹–۱۹۸۰         |                   |                   |                   |
| جمهوری اسلامی ایران (۱۹۷۹ تاکنون)                                              |                   |                   | |                   |                   |                   |                   |
| ر                                                                              | ر                 | نام               | نام | تولد–مرگ          | آغاز تصدی         | پایان تصدی        | وابستگی           |
| رهبر                                                                           |                   |                   | |                   |                   |                   |                   |
|                                                                                | –                 | سید روح‌الله خمینی | | ۱۹۰۲–۱۹۸۹         | ۱۱ فوریه ۱۹۷۹     | ۳ دسامبر ۱۹۷۹     | مستقل             |
| .                                                                              | –                 | سید روح‌الله خمینی | | ۱۹۰۲–۱۹۸۹         |                   |                   |                   |
| ۲۷                                                                             | ۳ دسامبر ۱۹۷۹     | سید روح‌الله خمینی | ۳ ژوئن ۱۹۸۹ | ۱۹۰۲–۱۹۸۹         | مستقل             |                   |                   |
| ۲۷                                                                             | .                 | سید روح‌الله خمینی | | ۱۹۰۲–۱۹۸۹         |                   |                   |                   |
|                                                                                | –                 | سید علی خامنه‌ای   | | ۱۹۳۹–اکنون        | ۴ ژوئن ۱۹۸۹       | ۶ اوت ۱۹۸۹        | مستقل             |
| .                                                                              | –                 | سید علی خامنه‌ای   | | ۱۹۳۹–اکنون        |                   |                   |                   |
| ۲۸                                                                             | ۶ اوت ۱۹۸۹        | سید علی خامنه‌ای   | در حال تصدی | ۱۹۳۹–اکنون        | مستقل             |                   |                   |
| ۲۸                                                                             | .                 | سید علی خامنه‌ای   | | ۱۹۳۹–اکنون        |                   |                   |                   |

## پی‌نوشت‌ها

### یادداشت
1. ↑  او تا ژوئن ۱۹۸۹ عضو شورای مرکزی جامعه روحانیت مبارز بود اما پس از انتخاب به عنوان رهبر جمهوری اسلامی، از فعالیت حزبی کناره‌گیری کرد.[۲۴]